# Nurmsi (Lääneranna)
Koordinaten: 58° 35′ N, 23° 43′ O
Nurmsi (deutsch ebenfalls Nurmsi) ist ein Dorf (estnisch küla) in der Landgemeinde Lääneranna im Kreis Pärnu (bis 2017: Landgemeinde Hanila im Kreis Lääne), 12 Kilometer östlich des Hafens Virtsu.

## Beschreibung und Geschichte
Das Dorf hat 44 Einwohner (Stand 1. Januar 2011).
1320 wurde das Dorf unter dem Namen Normes vom Deutschen Orden an das Kloster in Padise verkauft.